# Luis Sinisterra
Artikeln följer den spanska namnseden; faderns efternamn är Sinisterra och moderns efternamn Lucumí.
Luis Fernando Sinisterra Lucumí, född 17 juni 1999, är en colombiansk fotbollsspelare som spelar för Bournemouth, på lån från Leeds United. Han spelar även för Colombias landslag.

## Klubbkarriär
Den 7 juli 2022 värvades Sinisterra av Leeds United, där han skrev på ett femårskontrakt. Den 1 september 2023 lånades Sinisterra ut till Bournemouth på ett säsongslån.

## Landslagskarriär
Sinisterra debuterade för Colombias landslag den 15 oktober 2019 i en träningslandskamp mot Algeriet.